# Askø
Bản mẫu:Geobox Settlement
Askø là 1 đảo nhỏ của Đan Mạch, nằm ở phía bắc đảo Lolland, phía nam đảo Zealand. Đảo có diện tích 2,82 km², mặt đất khá bằng phẳng và thấp. Trận bão lụt năm 1858 và 1872 đã khiến một phần đảo bị lụt, một phần đảo ở Kirkevig được đắp đê bao chống lụt.
Đảo hiện có với 56 cư dân (1.1.2006). Năm 1930, đảo có 180 cư dân, nhưng nay chỉ còn 56 người. Trường học bị đóng cửa năm 1988 vì không có học sinh. Phần lớn dân cư ngụ ở phần bắc đảo. Ở phần phía đông có khoảng 220 nhà nghỉ hè. Xưa kia dân trên đảo làm nghề đi biển và đánh bắt cá, ngày nay đa số làm nghề nông và trồng cây ăn trái.
Về hành chính, Askø trực thuộc thị xã Lolland và Vùng Zealand.
Về giao thông, có 1 đường đê dài khoảng 700 m nối với đảo Lilleø và tuyến tàu phà từ Bandholm trên đảo Lolland (mất 25 phút)

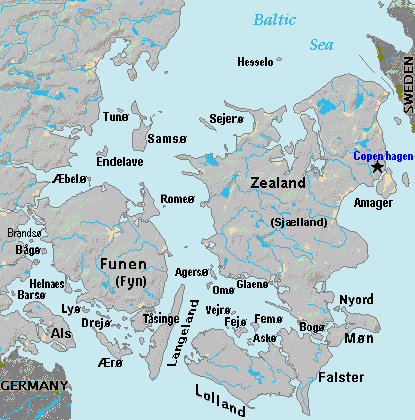
Askø (phía dưới, bên phải) bắc đảo Lolland, nam đảo Zealand, đông đảo Fejø và tây đảo Falster.